# Kopparnäs
Kopparnäs een dorp (småort) binnen de Zweedse gemeente Piteå. Het dorp is gelegen op de westoevers van de Alterrivier, die even verderop de Botnische Golf instroomt. De Europese weg 4 schampt de oostzijde van het dorp. Het dorp is een verbintenis aangegaan met Bertnäs. In 1481 komt de naam van het dorp voor het eerst voor in een geschrift.
Bestuurscentrum: Piteå
Tätort: Bergsviken · Blåsmark · Böle · Hemmingsmark · Hortlax · Jävre · Lillpite · Norrfjärden · Roknäs · Rosvik · Sikfors · Sjulsmark · Svensbyn. 
Småort: Arnemark · Bertnäs · Bertnäs · Edet  · Grundvik · Holmträsk · Koler · Kopparnäs · Långträsk · Maran en Skatan · Näsudden en Berget · Nybyn · Ön · Pålberget · Pite havsbad · Storsund · Svedjan en Träsket · Liden · (Yttrefjärd östra strandbad)
Overig: Borgfors · Flötuträsk · Granträskmark · Gråträsk · Högsböle · Högsböleskiftet · (Infjärden) · Jävrebodarna · Klubbfors · Kvarnbäcken · Långnäs · Munksund · Pitsund · Sjulnäs